# Maria-Obhut-Kirche

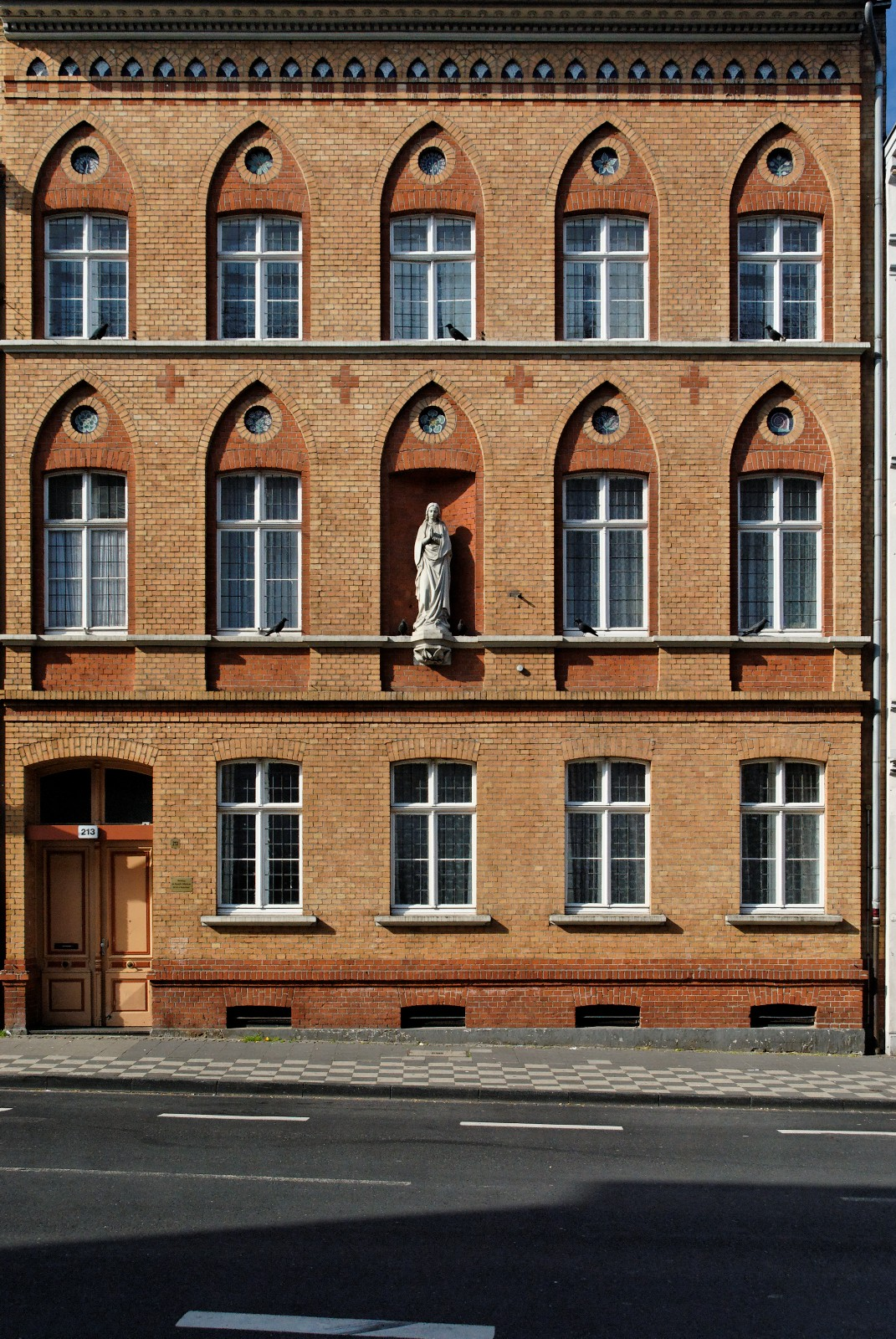
Russisch-Orthodoxe Kirche in Düsseldorf-Oberbilk

Die Maria-Obhut-Kirche ist ein denkmalgeschütztes Gebäude der Berliner Diözese der Russischen Orthodoxen Kirche an der Ellerstraße 213 in Düsseldorf-Oberbilk. Es wurde 1883 von P. Stullenberg als Kloster der „Armen Dienstmägde Jesu Christi“ erbaut.

## Architektur
Das Gebäude ist dreigeschossig und befindet sich im Zentrum von Düsseldorf in der Ellerstraße 213. Von 1896 bis 1897 wurde der alte Hofflügel umgebaut und ergänzt. Im Jahre 1912 baute die Firma Granderath ein weiteres Hofgebäude, in dem eine Kapelle im Obergeschoss eingebaut wurde. Die Fassade ist in fünf Achsen untergliedert und mit gelben und roten Klinkern verkleidet. Im ersten Obergeschoss befindet sich eine Nische mit einer Skulptur Christi. Alle Fenster sind mit gotisierenden Spitzbögen überfangen. Unterhalb des Traufgesims befindet sich ein gotisierendes Spitzbogenfries.

## Nutzung und Bedeutung
Die Existenz des Gebäudes zeigt die Repräsentanz der Russisch-Orthodoxen Kirche in Deutschland, die aufgrund des ständigen Zustroms neuer Mitglieder an Bedeutung gewinnt.
Von 1992 bis zu seinem Tod am 25. August 2014 war Erzbischof Longin von Klinsky der Rektor der Kirche und damit Ständiger Vertreter der Russisch-Orthodoxen Kirche des Moskauer Patriarchats in Deutschland. Nach dem Tod des Erzbischofs wurde die Kirche der Berliner und deutschen Diözese übertragen und durch Erlass von Patriarch Kirill wurde Abt Maxim (Schmidt), ein Kleriker der Berlin-Deutschen Diözese, zum stellvertretenden Rektor ernannt. Mit Erlass Seiner Eminenz Erzbischof von Berlin und Deutschland Theophanes vom 2. Februar 2017 wurde Erzpriester Dimitri Sobolevsky zum Rektor der Kirche in Düsseldorf ernannt.

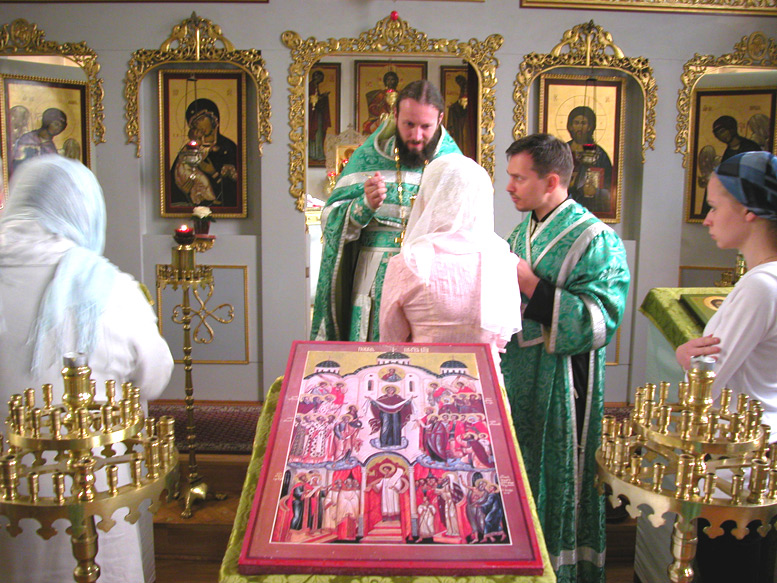
Ikone von der Mariä-Schutz-und-Fürbitte

Die Kirche bietet eine Kindersonntagsschule und begleitet die „Gesellschaft im Namen von St. Johannes von Kronstadt“, die Wohltätigkeitsarbeit leistet und kranken Kindern in Russland und anderen Ländern der russischen Welt hilft. Die Maria-Obhut-Kirche unterhält auch einen Pilgerdienst, der Pilgerreisen sowohl zu den Heiligtümern der Orthodoxischen Kirche in Westeuropa als auch in die Länder der russischen Welt durchführt. Sie organisiert wöchentlich lokale Aktivitäten wie Radtouren, Wanderungen, Wallfahrten und Ausflüge in russischer Sprache. Nutzer sind sowohl die Pfarrkinder als auch alle Interessierten an Kultur, Geschichte, Natur und Sehenswürdigkeiten von Düsseldorf und Umgebung.
Die Zusammensetzung der Gemeindemitglieder der Kirche ist multinational. An den Gottesdiensten nehmen neben Russen und Deutschen auch Vertreter anderer Nationalitäten der Republiken der ehemaligen Sowjetunion teil. Es gibt Vertreter aus Serbien, Bulgarien und Griechenland. Gottesdienste finden mehrmals wöchentlich (sonntags und werktags) in russischer und deutscher Sprache statt.